# Ramón de la Cavareda Trucios

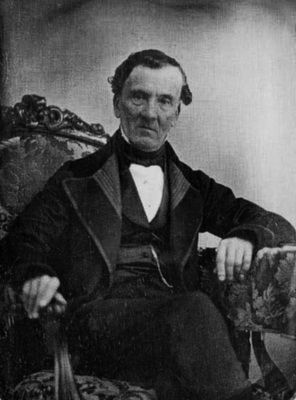
Ramón de la Cavareda Trucios.

Ramón De la Cavareda Trucios (Santiago; 14 de enero de 1793 - ¿?) Militar y político chileno.
Participó activamente en la revolución de independencia, ingresando en 1811 como alférez al recién creado Cuerpo de Dragones de Chile. Después pasó a servir en el cuerpo de Asamblea, debiendo enfrentar a los realistas en las campañas de la patria vieja.
Durante el gobierno de Bernardo O’Higgins, fue ayudante de la Plaza de Santiago y ascendió al rango de capitán. Participó en la expedición libertadora, ganando tras esos años el grado de Coronel.
Durante el gobierno de José Joaquín Prieto, ejerció en dos ocasiones el ministerio de Guerra y Marina. Cuando en 1840 deja el ministerio, es designado gobernador de Valparaíso.
Fue miembro del parlamento en calidad de senador subrogante.